# John Melling
John Melling (ur. 16 grudnia 1970) – brytyjski zapaśnik walczący w stylu wolnym. Sześciokrotny uczestnik mistrzostw świata, dziewiąty w 1999. Zajął dziewiąte miejsce na mistrzostwach Europy w 1988. Srebrny medalista Igrzysk Wspólnoty Narodów w 1994 i jedenasty w 2002, gdzie reprezentował Anglię.